# 拉尔斯·松克
拉尔斯·埃列尔·松克（瑞典語：Lars Eliel Sonck，1870年8月10日—1956年3月14日），芬兰建筑师。他在1894年毕业于赫尔辛基理工学院（今阿尔托大学各理工类学院的前身）。毕业后他超过很多已经知名的建筑师而赢得为图尔库米卡埃尔教堂而举办的建筑设计比赛。该教堂是以当时流行的哥特复兴式风格来设计的。但是，不久之后松克的设计风格发生了巨大的转变，朝向在19世纪席卷欧洲的新艺术运动和浪漫民族主义风格。在1920年代，松克也设计了一些展露头角的北欧古典主义风格的建筑。